# Национален съвет за частното застраховане
Национален съвет за частното застраховане (на португалски: Conselho Nacional de Seguros Privados – CNSP) е колегиален орган на Министертсвото на финансите на Бразилия и висш ръководен орган на Националната система за частно застраховане на Бразилия. Националният съвет за частното застраховане формулира правителствената политика в областта на частното застраховане, определяйки правилата и изискванията, на които трябва да отговарят застрахователните компании, частните осигурителни и отворените пенсионни дружества в страната.

## Състав
Националният съвет за частно застраховане е създаден с декрет-закон 73 от 21 ноември 1966 г. Съветът се състои от седем членове:
- министъра на финансите, който е и председател на Съвета;
- представител на Министерството на правосъдието;
- представител на Министерството на социалната сигурност;
- представител на Централната банка на Бразилия;
- представител на Комисията за ценните книжа;
- суперинтенданта за частното застраховане.

## Правомощия
Като висш ръководен орган на застрахователната система, Националният съвет за частното застраховане изпълнява следните по-важни функции:
- приема ръководни правила и насоки за осъществяване на националната политика в областта на частното застраховане;
- регулира създаването, структурата, дейността и надзора на застрахователните компании, инвестиционните застрахователни дружества, частните пенсионни и осигурителни фондове и презастрахователните дружества;
- определя вида и размера на приложимите наказания;
- определя основните характеристики на застрахователните, частнопенсионните, капитализационните и презастрахователните споразумения;
- установява общи насоки и правила за презастрахователните операции;
- регулира създаването и дейността на застрахователните борси;
- определя критерии за учредяване на застрахователни дружества, инвестиционните компании, частни пенсионноосигурителни фондове и презастрахователни дружества;
- установява критерии за заемане на длъжността член на управителния съвет или управител в застрахователните, инвестиционните, пенсионноосигурителните и презастрахователните дружества;
- установява общовалидни счетоводни, актюерски и статистически стандарти, валидни за всички компании, извършващи дейност в областта на застраховането и допълнителното пенсионно осигуряване;
- определя законови и технически лимити за приложимите такси и комисионни върху съответните операции, извършвани от застрахователните, инвестиционните, пенсионноосигурителните и презастрахователните дружества;
- установява критерии, на които трябва да отговарят техническите резерви и гаранционните фондове на компаниите, опериращи в сферата на частното застраховане и осигуряване;
- установява правила и критерии, при които Супреинтендатсвото за частното застраховане може да разпореди прекратяване на продажба, придобиване, сливане и други преобразувания на компании от сферата на частното застраховане и осигуряване;
- установява дисциплинарни изисквания спрямо застрахователната брокерска дейност и брокерската професия.

Решенията и политиките, формулирани от Националния съвет за частно застраховане, се привеждат в изпълнение от Суперинтендантсвото за частното застраховане, който е изпълнителен орган на Националната система за частно застраховане в Бразилия.